# Мухаммад-бий
Мухаммад-бий (Мулла Мухаммади-бий) (узб. Muhammadbiy; 1808 года, Мешхед, Персия — 1889 года, Бухара, Бухарский эмират) — государственный и военный деятель, кушбеги — премьер министр (1870—1889) Бухарского эмирата.
Близкий сановник эмира Музаффара, прошедший путь от раба до главы бухарской администрации.

## Происхождение
Мухаммад-бий по происхождению был персом, родом он был из местечко Карай, близ Мешхеда.
Ещё мальчиком десяти-двенадцати лет был захвачен в плен туркменами и в 1820 году привезен ими на продажу в Бухару. Здесь он был куплен Бухарским Кушбеги — Мухаммедом Хаким-бием.
В 1840 году Мухаммед Хаким-бий был казнён по приказу эмира Насруллы и Мухаммад-бий вместе прочими рабами Мухаммеда Хаким-бия был причислен к штату наследника престола, Музаффара.
В 1886 году Мухаммад-бий вместе со своей семьей и прочими рабами в Бухарском эмирате был освобожден от невольничества эмиром Сеид Абдулахад-ханом. Однако это неверная информация, так как он за долго до этого занимал государственные посты эмирата.

## Политическая и военная деятельность
Мухаммад-бий с 1840 года состоял в качестве слуги Музаффара, сына тогдашнего эмира Насруллы.
При воцарение на престол Музаффара, в 1860 году Мухаммад-бий был последовательно назначен, на должности миршаба, мираб и серкерда. В последнем звании он участвовал в сражениях против Российской армии при Джизаке, Самарканде и Зерабулаке.
Выдающийся бухарский мыслитель Ахмад Дониш дал следующую характеристику Мухаммад-бию:

Управление Бухары было в руках Мухаммадшаха куш-беги. Это был человек безрассудный, необразованный и неразумный; вместе с тем всегда болел и никогда не осмеливался даже о малом — правдивое слово доложить падишаху. Да и ни у кого другого не хватало духу доложить о том, что послужило бы на пользу государства. Неизбежно государственные дела и дела веры пришли в полное расстройство. Войско и бедняки лишились покоя. Дело в том, что процветание государства зависит от проницательности, твердости характера и мнений вазира. Если вазир безрассудный, то такое государство впору оплакивать.
В 1870 году эмир предоставил ему оставшуюся вакантной должность — Кушбеги Бухары. Ахмад Дониш считал, что деятельность Мухаммади бия привела к упадку Бухары: «общий ход государства и его упадок вызван явной причиной, и этой [причиной] является Мухаммад-шах кушбеги».
Мухаммад-бий до последнего часа находился рядом с умирающим эмиром Музаффаром и принимал участие в обряде поднятия на кошме — церемонии коронации нового эмира — Сеид Абдулахад-хана.
Мухаммади-бий продолжал занимать пост кушбеги и при Сеид Абдулахад-хане вплоть до своей смерти. Он умер 10 ноября 1889 года, на 81 году жизни.

## Семья
Женой Мухаммад-бия была бывшая рабыня эмира Насруллы.
Сын Мухаммад-бия, Мухаммад Шариф был одним из высших сановников Бухарского эмирата. При эмире Музаффаре он занимал пост главного закятчи — министра финансов и губернатора Бухары.
Внук Мухаммад-бия, Астанкул-бий — После убийства в 1888 году своего отца, Мухаммада Шарифа получил от эмира Сеид Абдулахад-хана чин инака и должность главного закятчи, которую до этого занимал его отец. Так же, как и его отец, он осуществлял связь между бухарским правительством и Российским политическим агентством, по поручению эмира подписывал различные официальные протоколы, соглашения и т. п., вел переговоры по различным вопросам. В дальнейшем он занимал одновременно посты главного закятчи и кушбеги.